# 中川創一
中川 創一（なかがわ そういち）は、日本の音楽家、グレゴリオ聖歌演奏者。バリトン歌手。大阪府出身。

## 人物
学生の頃より関西のプロアマ団体でソロ（バリトン・バスなど）を担当する。バスからアルトまでの声域をカバーする。1996年にオランダにて、M.F.エグモント（バリトン歌手）の指導を受け、バッハの受難曲やヘンデルの『メサイア』など宗教曲のバス・ソロ、シューベルトの歌曲集『冬の旅』など指南を受けた。ベルカント唱法を元にした発声法やアレクサンダーテクニークの発声法から独自の発声方法を見出し実践する。現在はグレゴリオ聖歌の研究や発声、アンサンブルの講師として指導にあたる。教会ラテン語の翻訳なども行っている。

## 演奏会 「ひとりで歌うグレゴリオ聖歌」
- 2012年10月6日　vol.1 大天使聖ミカエルの祝日（第一晩課＆ミサ）　＠サクラ・ファミリア〔カトリック大阪梅田教会〕
- 2013年1月12日　vol.2 主のご公現の祝日（第一晩課＆ミサ）　＠サクラ・ファミリア〔カトリック大阪梅田教会〕
- 2013年2月16日　vol.3 聖母マリアお潔めの祝日（ろうそくの祝別式＆ミサ）　＠関西学院教会
- 2013年4月13日　vol.4 聖木曜日（朝課＆洗足式） 2013.4.13 　＠甲東ホール
- 2013年7月20日　vol.5 聖母マリア被昇天の祝日（ミサ＆第二晩課）　＠甲東ホール
- 2013年9月14日　vol.6 聖フランチェスコ聖痕の祝日（第一晩課＆ミサ）　＠甲東ホール
- 2016年2月4日　 vol.7 聖母マリアお潔めの祝日（ミサ）　＠大阪市中央公会堂